# Liste des médaillés olympiques en ski de fond
Cet article présente la liste des médaillés aux Jeux olympiques en ski de fond.

## Compétitions masculines

### 15 kilomètres
| Édition                                | Or                                 | Argent                             | Bronze                             |
| 18 km                                  |                                    |                                    |                                    |
| Chamonix 1924                          | Thorleif Haug (NOR)                | Johan Grøttumsbråten (NOR)         | Tapani Niku (FIN)                  |
| Saint-Moritz 1928                      | Johan Grøttumsbråten (NOR)         | Ole Hegge (NOR)                    | Reidar Ødegaard (NOR)              |
| Lake Placid 1932                       | Sven Utterström (SWE)              | Axel Wikström (SWE)                | Veli Saarinen (FIN)                |
| Garmisch-Partenkirchen 1936            | Erik August Larsson (SWE)          | Oddbjørn Hagen (NOR)               | Pekka Niemi (FIN)                  |
| Saint-Moritz 1948                      | Martin Lundström (SWE)             | Nils Östensson (SWE)               | Gunnar Eriksson (SWE)              |
| Oslo 1952                              | Hallgeir Brenden (NOR)             | Tapio Mäkelä (FIN)                 | Paavo Lonkila (FIN)                |
| 15 km                                  |                                    |                                    |                                    |
| Cortina d'Ampezzo 1956                 | Hallgeir Brenden (NOR)             | Sixten Jernberg (SWE)              | Pavel Kolchin (URS)                |
| Squaw Valley 1960                      | Håkon Brusveen (NOR)               | Sixten Jernberg (SWE)              | Veikko Hakulinen (FIN)             |
| Innsbruck 1964                         | Eero Mäntyranta (FIN)              | Harald Grønningen (NOR)            | Sixten Jernberg (SWE)              |
| Grenoble 1968                          | Harald Grønningen (NOR)            | Eero Mäntyranta (FIN)              | Gunnar Larsson (SWE)               |
| Sapporo 1972                           | Sven-Åke Lundbäck (SWE)            | Fyodor Simashev (URS)              | Ivar Formo (NOR)                   |
| Innsbruck 1976                         | Nikolay Bazhukov (URS)             | Yevgeny Belyaev (URS)              | Arto Koivisto (FIN)                |
| Lake Placid 1980                       | Thomas Wassberg (SWE)              | Juha Mieto (FIN)                   | Ove Aunli (NOR)                    |
| Sarajevo 1984                          | Gunde Svan (SWE)                   | Aki Karvonen (FIN)                 | Harri Kirvesniemi (FIN)            |
| Calgary 1988                           | Mikhail Devyatyarov (URS)          | Pål Gunnar Mikkelsplass (NOR)      | Vladimir Smirnov (URS)             |
| D'Albertville 1992 à Nagano 1998       | Non inscrit au programme olympique | Non inscrit au programme olympique | Non inscrit au programme olympique |
| Salt Lake City 2002                    | Andrus Veerpalu (EST)              | Frode Estil (NOR)                  | Jaak Mae (EST)                     |
| Turin 2006 (Résultats détaillés)       | Andrus Veerpalu (EST)              | Lukáš Bauer (RTC)                  | Tobias Angerer (GER)               |
| Vancouver 2010 (Résultats détaillés)   | Dario Cologna (SUI)                | Pietro Piller Cottrer (ITA)        | Lukáš Bauer (RTC)                  |
| Sotchi 2014 (Résultats détaillés)      | Dario Cologna (SUI)                | Johan Olsson (SWE)                 | Daniel Richardsson (SWE)           |
| Pyeongchang 2018 (Résultats détaillés) | Dario Cologna (SUI)                | Simen Hegstad Krüger (NOR)         | Denis Spitsov (OAR)                |
| Pékin 2022 (Résultats détaillés)       | Iivo Niskanen (FIN)                | Alexander Bolshunov (ROC)          | Johannes Høsflot Klæbo (NOR)       |

### 50 kilomètres
| Édition                                | Or                        | Argent                    | Bronze                     |
| Chamonix 1924                          | Thorleif Haug (NOR)       | Thoralf Strømstad (NOR)   | Johan Grøttumsbråten (NOR) |
| Saint-Moritz 1928                      | Per-Erik Hedlund (SWE)    | Gustaf Jonsson (SWE)      | Volger Andersson (SWE)     |
| Lake Placid 1932                       | Veli Saarinen (FIN)       | Väinö Liikkanen (FIN)     | Arne Rustadstuen (NOR)     |
| Garmisch-Partenkirchen 1936            | Elis Wiklund (SWE)        | Axel Wikström (SWE)       | Nils-Joel Englund (SWE)    |
| Saint-Moritz 1948                      | Nils Karlsson (SWE)       | Harald Eriksson (SWE)     | Benjamin Vanninen (FIN)    |
| Oslo 1952                              | Veikko Hakulinen (FIN)    | Eero Kolehmainen (FIN)    | Magnar Estenstad (NOR)     |
| Cortina d'Ampezzo 1956                 | Sixten Jernberg (SWE)     | Veikko Hakulinen (FIN)    | Fyodor Terentyev (URS)     |
| Squaw Valley 1960                      | Kalevi Hämäläinen (FIN)   | Veikko Hakulinen (FIN)    | Rolf Rämgård (SWE)         |
| Innsbruck 1964                         | Sixten Jernberg (SWE)     | Assar Rönnlund (SWE)      | Arto Tiainen (FIN)         |
| Grenoble 1968                          | Ole Ellefsæter (NOR)      | Vyacheslav Vedenin (URS)  | Josef Haas (SUI)           |
| Sapporo 1972                           | Pål Tyldum (NOR)          | Magne Myrmo (NOR)         | Vyacheslav Vedenin (URS)   |
| Innsbruck 1976                         | Ivar Formo (NOR)          | Gert-Dietmar Klause (RDA) | Benny Södergren (SWE)      |
| Lake Placid 1980                       | Nikolay Zimyatov (URS)    | Juha Mieto (FIN)          | Aleksandr Zavyalov (URS)   |
| Sarajevo 1984                          | Thomas Wassberg (SWE)     | Gunde Svan (SWE)          | Aki Karvonen (FIN)         |
| Calgary 1988                           | Gunde Svan (SWE)          | Maurilio De Zolt (ITA)    | Andi Grünenfelder (SUI)    |
| Albertville 1992                       | Bjørn Dæhlie (NOR)        | Maurilio De Zolt (ITA)    | Giorgio Vanzetta (ITA)     |
| Lillehammer 1994                       | Vladimir Smirnov (KAZ)    | Mika Myllylä (FIN)        | Sture Sivertsen (NOR)      |
| Nagano 1998                            | Bjørn Dæhlie (NOR)        | Niklas Jonsson (SWE)      | Christian Hoffmann (AUT)   |
| Salt Lake City 2002                    | Mikhaïl Ivanov (RUS)      | Andrus Veerpalu (EST)     | Odd-Bjørn Hjelmeset (NOR)  |
| Turin 2006                             | Giorgio Di Centa (ITA)    | Ievgueni Dementiev (RUS)  | Mikhail Botvinov (AUT)     |
| Vancouver 2010 (Résultats détaillés)   | Petter Northug (NOR)      | Axel Teichmann (GER)      | Johan Olsson (SWE)         |
| Sotchi 2014 (Résultats détaillés)      | Alexander Legkov (RUS)    | Maksim Vylegzhanin (RUS)  | Ilia Chernousov (RUS)      |
| Pyeongchang 2018 (Résultats détaillés) | Iivo Niskanen (FIN)       | Alexander Bolshunov (OAR) | Andrey Larkov (OAR)        |
| Pékin 2022 (Résultats détaillés)       | Alexander Bolshunov (ROC) | Ivan Yakimushkin (ROC)    | Simen Hegstad Krüger (NOR) |

### Relais4 × 10km
| Édition                                | Or                                                                                        | Argent                                                                                                | Bronze                                                                               |
| Garmisch-Partenkirchen 1936            | Finlande Kalle Jalkanen Klaes Karppinen Matti Lähde Sulo Nurmela                          | Norvège Sverre Brodahl Oddbjørn Hagen Olaf Hoffsbakken Bjarne Iversen                                 | Suède John Berger Arthur Häggblad Erik August Larsson Martin Matsbo                  |
| Saint-Moritz 1948                      | Suède Gunnar Eriksson Martin Lundström Nils Östensson Nils Täpp                           | Finlande August Kiuru Teuvo Laukkanen Sauli Rytky Lauri Silvennoinen                                  | Norvège Erling Evensen Olav Hagen Reidar Nyborg Olav Økern                           |
| Oslo 1952                              | Finlande Heikki Hasu Urpo Korhonen Paavo Lonkila Tapio Mäkelä                             | Norvège Hallgeir Brenden Magnar Estenstad Mikal Kirkholt Martin Stokken                               | Suède Sigurd Andersson Enar Josefsson Martin Lundström Nils Täpp                     |
| Cortina d'Ampezzo 1956                 | Union soviétique Nikolay Anikin Pavel Kolchin Vladimir Kuzin Fyodor Terentyev             | Finlande Veikko Hakulinen August Kiuru Jorma Kortelainen Arvo Viitanen                                | Suède Sixten Jernberg Lennart Larsson Per-Erik Larsson Gunnar Samuelsson             |
| Squaw Valley 1960                      | Finlande Toimi Alatalo Veikko Hakulinen Väinö Huhtala Eero Mäntyranta                     | Norvège Hallgeir Brenden Håkon Brusveen Harald Grønningen Einar Østby                                 | Union soviétique Nikolay Anikin Aleksey Kuznetsov Anatoly Shelyukhin Gennady Vaganov |
| Innsbruck 1964                         | Suède Karl-Åke Asph Sixten Jernberg Assar Rönnlund Janne Stefansson                       | Finlande Väinö Huhtala Kalevi Laurila Eero Mäntyranta Arto Tiainen                                    | Union soviétique Pavel Kolchin Ivan Utrobin Gennady Vaganov Igor Voronchikhin        |
| Grenoble 1968                          | Norvège Ole Ellefsæter Harald Grønningen Odd Martinsen Pål Tyldum                         | Suède Bjarne Andersson Jan Halvarsson Gunnar Larsson Assar Rönnlund                                   | Finlande Kalevi Laurila Eero Mäntyranta Kalevi Oikarainen Hannu Taipale              |
| Sapporo 1972                           | Union soviétique Fyodor Simashev Yuri Skobov Vyacheslav Vedenin Vladimir Voronkov         | Norvège Oddvar Brå Ivar Formo Johs Harviken Pål Tyldum                                                | Suisse Albert Giger Eduard Hauser Alfred Kälin Alois Kälin                           |
| Innsbruck 1976                         | Finlande Arto Koivisto Juha Mieto Matti Pitkänen Pertti Teurajärvi                        | Norvège Ivar Formo Odd Martinsen Einar Sagstuen Pål Tyldum                                            | Union soviétique Nikolay Bazhukov Yevgeny Belyaev Ivan Garanin Sergey Savelyev       |
| Lake Placid 1980                       | Union soviétique Nikolay Bazhukov Yevgeny Belyaev Vasiliy Rochev Nikolay Zimyatov         | Norvège Per Knut Aaland Ove Aunli Oddvar Brå Lars-Erik Eriksen                                        | Finlande Harri Kirvesniemi Juha Mieto Matti Pitkänen Pertti Teurajärvi               |
| Sarajevo 1984                          | Suède Benny Kohlberg Jan Ottosson Gunde Svan Thomas Wassberg                              | Union soviétique Oleksandr Batyuk Vladimir Vassilievitch Nikitine Aleksandr Zavyalov Nikolay Zimyatov | Finlande Aki Karvonen Harri Kirvesniemi Juha Mieto Kari Ristanen                     |
| Calgary 1988                           | Suède Torgny Mogren Jan Ottosson Gunde Svan Thomas Wassberg                               | Union soviétique Mikhail Devyatyarov Aleksey Prokurorov Vladimir Sakhnov Vladimir Smirnov             | Tchécoslovaquie Pavel Benc Václav Korunka Radim Nyč Ladislav Švanda                  |
| Albertville 1992                       | Norvège Bjørn Dæhlie Terje Langli Kristen Skjeldal Vegard Ulvang                          | Italie Marco Albarello Silvio Fauner Giuseppe Pulie Giorgio Vanzetta                                  | Finlande Jari Isometsä Harri Kirvesniemi Mika Kuusisto Jari Räsänen                  |
| Lillehammer 1994                       | Italie Marco Albarello Maurilio De Zolt Silvio Fauner Giorgio Vanzetta                    | Norvège Thomas Alsgaard Bjørn Dæhlie Sture Sivertsen Vegard Ulvang                                    | Finlande Jari Isometsä Harri Kirvesniemi Mika Myllylä Jari Räsänen                   |
| Nagano 1998                            | Norvège Thomas Alsgaard Bjørn Dæhlie Erling Jevne Sture Sivertsen                         | Italie Marco Albarello Silvio Fauner Fabio Maj Fulvio Valbusa                                         | Finlande Jari Isometsä Harri Kirvesniemi Mika Myllylä Sami Repo                      |
| Salt Lake City 2002                    | Norvège Thomas Alsgaard Anders Aukland Frode Estil Kristen Skjeldal                       | Italie Pietro Piller Cottrer Giorgio Di Centa Fabio Maj Cristian Zorzi                                | Allemagne Tobias Angerer Jens Filbrich Andreas Schlütter René Sommerfeldt            |
| Turin 2006                             | Italie Pietro Piller Cottrer Giorgio Di Centa Fulvio Valbusa Cristian Zorzi               | Allemagne Tobias Angerer Jens Filbrich Andreas Schlütter René Sommerfeldt                             | Suède Mathias Fredriksson Mats Larsson Johan Olsson Anders Södergren                 |
| Vancouver 2010                         | Suède Marcus Hellner Johan Olsson Daniel Richardsson Anders Södergren                     | Norvège Lars Berger Odd-Bjørn Hjelmeset Petter Northug Martin Johnsrud Sundby                         | République tchèque Lukáš Bauer Martin Jakš Martin Koukal Jiří Magál                  |
| Sotchi 2014 (Résultats détaillés)      | Suède Marcus Hellner Lars Nelson Johan Olsson Daniel Richardsson                          | Russie Aleksandr Bessmertnykh Alexander Legkov Maksim Vylegzhanin Dmitri Iaparov                      | France Robin Duvillard Jean-Marc Gaillard Maurice Manificat Ivan Perrillat Boiteux   |
| Pyeongchang 2018 (Résultats détaillés) | Norvège Johannes Høsflot Klæbo Simen Hegstad Krüger Martin Johnsrud Sundby Didrik Tønseth | Athlètes olympiques de Russie Alexander Bolshunov Alexey Chervotkin Andrey Larkov Denis Spitsov       | France Adrien Backscheider Jean-Marc Gaillard Maurice Manificat Clément Parisse      |
| Pékin 2022 (Résultats détaillés)       | ROC Alexey Chervotkin Alexander Bolshunov Denis Spitsov Sergueï Oustiougov                | Norvège Emil Iversen Pål Golberg Hans Christer Holund Johannes Høsflot Klæbo                          | France Richard Jouve Hugo Lapalus Clément Parisse Maurice Manificat                  |

### Skiathlon
| Édition                                | Or                                      | Argent                       | Bronze                       |
| 10 km classique + 15 km libre          |                                         |                              |                              |
| Albertville 1992                       | Bjørn Dæhlie (NOR)                      | Vegard Ulvang (NOR)          | Giorgio Vanzetta (ITA)       |
| Lillehammer 1994                       | Bjørn Dæhlie (NOR)                      | Vladimir Smirnov (KAZ)       | Silvio Fauner (ITA)          |
| Nagano 1998                            | Thomas Alsgaard (NOR)                   | Bjørn Dæhlie (NOR)           | Vladimir Smirnov (KAZ)       |
| 10 km classique + 10 km libre          |                                         |                              |                              |
| Salt Lake City 2002                    | Thomas Alsgaard (NOR) Frode Estil (NOR) | –                            | Per Elofsson (SWE)           |
| 15 km classique + 15 km libre          |                                         |                              |                              |
| Turin 2006                             | Ievgueni Dementiev (RUS)                | Frode Estil (NOR)            | Pietro Piller Cottrer (ITA)  |
| Vancouver 2010                         | Marcus Hellner (SWE)                    | Tobias Angerer (GER)         | Johan Olsson (SWE)           |
| Sotchi 2014 (Résultats détaillés)      | Dario Cologna (SUI)                     | Marcus Hellner (SWE)         | Martin Johnsrud Sundby (NOR) |
| Pyeongchang 2018 (Résultats détaillés) | Simen Hegstad Krüger (NOR)              | Martin Johnsrud Sundby (NOR) | Hans Christer Holund (NOR)   |
| Pékin 2022 (Résultats détaillés)       | Alexander Bolshunov (ROC)               | Denis Spitsov (ROC)          | Iivo Niskanen (FIN)          |

### Sprint individuel
| Édition                                | Or                           | Argent                      | Bronze                    |
| Salt Lake City 2002                    | Tor Arne Hetland (NOR)       | Peter Schlickenrieder (GER) | Cristian Zorzi (ITA)      |
| Turin 2006                             | Björn Lind (SWE)             | Roddy Darragon (FRA)        | Thobias Fredriksson (SWE) |
| Vancouver 2010                         | Nikita Kriukov (RUS)         | Aleksandr Panzhinskiy (RUS) | Petter Northug (NOR)      |
| Sotchi 2014 (Résultats détaillés)      | Ola Vigen Hattestad (NOR)    | Teodor Peterson (SWE)       | Emil Jönsson (SWE)        |
| Pyeongchang 2018 (Résultats détaillés) | Johannes Høsflot Klæbo (NOR) | Federico Pellegrino (ITA)   | Alexander Bolshunov (OAR) |
| Pékin 2022 (Résultats détaillés)       | Johannes Høsflot Klæbo (NOR) | Federico Pellegrino (ITA)   | Alexander Terentyev (ROC) |

### Sprint par équipes
| Édition                                | Or                                                    | Argent                                                          | Bronze                                        |
| Turin 2006                             | Suède Thobias Fredriksson Björn Lind                  | Norvège Tor Arne Hetland Jens Arne Svartedal                    | Russie Ivan Alypov Vasiliy Vasilyevich Rochev |
| Vancouver 2010                         | Norvège Petter Northug Øystein Pettersen              | Allemagne Axel Teichmann Tim Tscharnke                          | Russie Nikolaï Morilov Aleksey Petukhov       |
| Sotchi 2014 (Résultats détaillés)      | Finlande Sami Jauhojärvi Iivo Niskanen                | Russie Nikita Kriukov Maksim Vylegzhanin                        | Suède Emil Jönsson Teodor Peterson            |
| Pyeongchang 2018 (Résultats détaillés) | Norvège Johannes Høsflot Klæbo Martin Johnsrud Sundby | Athlètes olympiques de Russie Alexander Bolshunov Denis Spitsov | France Richard Jouve Maurice Manificat        |
| Pékin 2022 (Résultats détaillés)       | Norvège Erik Valnes Johannes Høsflot Klæbo            | Finlande Iivo Niskanen Joni Mäki                                | ROC Alexander Bolshunov Alexander Terentyev   |

## Compétitions féminines

### 10 kilomètres
| Édition                                | Or                                 | Argent                             | Bronze                                      |
| Oslo 1952                              | Lydia Wideman (FIN)                | Mirja Hietamies (FIN)              | Siiri Rantanen (FIN)                        |
| Cortina d'Ampezzo 1956                 | Lyubov Kozyreva (URS)              | Radya Yeroshina (URS)              | Sonja Edström (SWE)                         |
| Squaw Valley 1960                      | Maria Gusakova (URS)               | Lyubov Kozyreva (URS)              | Radya Yeroshina (URS)                       |
| Innsbruck 1964                         | Klavdiya Boyarskikh (URS)          | Yevdokiya Mekshilo (URS)           | Maria Gusakova (URS)                        |
| Grenoble 1968                          | Toini Gustafsson (SWE)             | Berit Mørdre Lammedal (NOR)        | Inger Aufles (NOR)                          |
| Sapporo 1972                           | Galina Kulakova (URS)              | Alevtina Olyunina (URS)            | Marjatta Kajosmaa (FIN)                     |
| Innsbruck 1976                         | Raisa Smetanina (URS)              | Helena Takalo (FIN)                | Galina Kulakova (URS)                       |
| Lake Placid 1980                       | Barbara Petzold (RDA)              | Hilkka Riihivuori (FIN)            | Helena Takalo (FIN)                         |
| Sarajevo 1984                          | Marja-Liisa Kirvesniemi (FIN)      | Raisa Smetanina (URS)              | Brit Pettersen (NOR)                        |
| Calgary 1988                           | Vida Vencienė (URS)                | Raisa Smetanina (URS)              | Marjo Matikainen (FIN)                      |
| D'Albertville 1992 à Nagano 1998       | Non inscrit au programme olympique | Non inscrit au programme olympique | Non inscrit au programme olympique          |
| Salt Late City 2002                    | Bente Skari (NOR)                  | Julija Tchepalova (RUS)            | Stefania Belmondo (ITA)                     |
| Turin 2006 (Résultats détaillés)       | Kristina Šmigun-Vähi (EST)         | Marit Bjørgen (NOR)                | Hilde Gjermundshaug Pedersen (NOR)          |
| Vancouver 2010 (Résultats détaillés)   | Charlotte Kalla (SWE)              | Kristina Šmigun-Vähi (EST)         | Marit Bjørgen (NOR)                         |
| Sotchi 2014 (Résultats détaillés)      | Justyna Kowalczyk (POL)            | Charlotte Kalla (SWE)              | Therese Johaug (NOR)                        |
| Pyeongchang 2018 (Résultats détaillés) | Ragnhild Haga (NOR)                | Charlotte Kalla (SWE)              | Marit Bjørgen (NOR) Krista Pärmäkoski (FIN) |
| Pékin 2022 (Résultats détaillés)       | Therese Johaug (NOR)               | Kerttu Niskanen (FIN)              | Krista Parmakoski (FIN)                     |

### 30 kilomètres
| Édition                                | Or                            | Argent                  | Bronze                        |
| 20 km                                  |                               |                         |                               |
| Sarajevo 1984                          | Marja-Liisa Kirvesniemi (FIN) | Raisa Smetanina (URS)   | Anne Jahren (NOR)             |
| Calgary 1988                           | Tamara Tikhonova (URS)        | Anfisa Reztsova (URS)   | Raisa Smetanina (URS)         |
| 30 km                                  |                               |                         |                               |
| Albertville 1992                       | Stefania Belmondo (ITA)       | Lioubov Iegorova (EUN)  | Elena Välbe (EUN)             |
| Lillehammer 1994                       | Manuela Di Centa (ITA)        | Marit Wold (NOR)        | Marja-Liisa Kirvesniemi (FIN) |
| Nagano 1998                            | Julija Tchepalova (RUS)       | Stefania Belmondo (ITA) | Larisa Lazutina (RUS)         |
| Salt Lake City 2002                    | Gabriella Paruzzi (ITA)       | Stefania Belmondo (ITA) | Bente Skari (NOR)             |
| Turin 2006                             | Kateřina Neumannová (RTC)     | Julija Tchepalova (RUS) | Justyna Kowalczyk (POL)       |
| Vancouver 2010                         | Justyna Kowalczyk (POL)       | Marit Bjørgen (NOR)     | Aino-Kaisa Saarinen (FIN)     |
| Sotchi 2014 (Résultats détaillés)      | Marit Bjørgen (NOR)           | Therese Johaug (NOR)    | Kristin Størmer Steira (NOR)  |
| Pyeongchang 2018 (Résultats détaillés) | Marit Bjørgen (NOR)           | Krista Pärmäkoski (FIN) | Stina Nilsson (SWE)           |
| Pékin 2022 (Résultats détaillés)       | Therese Johaug (NOR)          | Jessica Diggins (USA)   | Kerttu Niskanen (FIN)         |

### Relais4 × 5km
| Édition                                | Or                                                                                            | Argent                                                                        | Bronze                                                                                              |
| 3 × 5 km                               |                                                                                               |                                                                               | |
| Cortina d'Ampezzo 1956                 | Finlande Mirja Hietamies Sirkka Polkunen Siiri Rantanen                                       | Union soviétique Alevtina Kolchina Lyubov Kozyreva Radya Yeroshina            | Suède Sonja Edström Anna-Lisa Eriksson Irma Johansson                                               |
| Squaw Valley 1960                      | Suède Irma Johansson Sonja Edström Britt Strandberg                                           | Union soviétique Maria Gusakova Lyubov Kozyreva Radya Yeroshina               | Finlande Toini Pöysti Siiri Rantanen Eeva Ruoppa                                                    |
| Innsbruck 1964                         | Union soviétique Klavdiya Boyarskikh Alevtina Kolchina Yevdokiya Mekshilo                     | Suède Toini Gustafsson Barbro Martinsson Britt Strandberg                     | Finlande Mirja Lehtonen Toini Pöysti Senja Pusula                                                   |
| Grenoble 1968                          | Norvège Inger Aufles Babben Enger Damon Berit Mørdre Lammedal                                 | Suède Toini Gustafsson Barbro Martinsson Britt Strandberg                     | Union soviétique Rita Achkina Alevtina Kolchina Galina Kulakova                                     |
| Sapporo 1972                           | Union soviétique Galina Kulakova Lyubov Mukhachyova Alevtina Olyunina                         | Finlande Marjatta Kajosmaa Hilkka Riihivuori Helena Takalo                    | Norvège Inger Aufles Aslaug Dahl Berit Mørdre Lammedal                                              |
| 4 × 5 km                               |                                                                                               |                                                                               | |
| Innsbruck 1976                         | Union soviétique Zinaida Amosova Nina Fiodorova Galina Kulakova Raisa Smetanina               | Finlande Marjatta Kajosmaa Hilkka Riihivuori Liisa Suihkonen Helena Takalo    | Allemagne de l'Est Monika Debertshäuser Veronika Hesse Sigrun Krause Barbara Petzold                |
| Lake Placid 1980                       | Allemagne de l'Est Carola Anding Barbara Petzold Marlies Rostock Veronika Schmidt             | Union soviétique Nina Fiodorova Galina Kulakova Nina Rocheva Raisa Smetanina  | Norvège Berit Aunli Anette Bøe Marit Myrmæl Brit Pettersen                                          |
| Sarajevo 1984                          | Norvège Berit Aunli Anne Jahren Inger Helene Nybråten Brit Pettersen                          | Tchécoslovaquie Květa Jeriová Blanka Paulů Gabriela Svobodová Dagmar Švubová  | Finlande Eija Hyytiäinen Marja-Liisa Kirvesniemi Pirkko Määttä Marjo Matikainen                     |
| Calgary 1988                           | Union soviétique Lioubov Iegorova Larisa Lazutina Raisa Smetanina Elena Välbe                 | Norvège Trude Dybendahl Marianne Dahlmo Anne Jahren Marit Wold                | Finlande Pirkko Määttä Marjo Matikainen Marja-Liisa Kirvesniemi Jaana Savolainen                    |
| Albertville 1992                       | Équipe unifiée Lioubov Iegorova Larisa Lazutina Raisa Smetanina Elena Välbe                   | Norvège Trude Dybendahl Elin Nilsen Inger Helene Nybråten Solveig Pedersen    | Italie Stefania Belmondo Manuela Di Centa Gabriella Paruzzi Bice Vanzetta                           |
| Lillehammer 1994                       | Russie Lioubov Iegorova Nina Gavriliouk Larisa Lazutina Elena Välbe                           | Norvège Trude Dybendahl Anita Moen Elin Nilsen Inger Helene Nybråten          | Italie Stefania Belmondo Manuela Di Centa Gabriella Paruzzi Bice Vanzetta                           |
| Nagano 1998                            | Russie Olga Danilova Nina Gavriliouk Larisa Lazutina Elena Välbe                              | Norvège Bente Martinsen Marit Mikkelsplass Anita Moen Elin Nilsen             | Italie Stefania Belmondo Manuela Di Centa Karin Moroder Gabriella Paruzzi                           |
| Salt Lake City 2002                    | Allemagne Viola Bauer Manuela Henkel Claudia Künzel Evi Sachenbacher-Stehle                   | Norvège Marit Bjørgen Hilde Gjermundshaug Pedersen Anita Moen Bente Skari     | Suisse Brigitte Albrecht Loretan Andrea Huber Natascia Leonardi Cortesi Laurence Rochat             |
| Turin 2006                             | Russie Natalia Baranova-Masolkina Larisa Kurkina Evgenia Medvedeva-Arbuzova Julija Tchepalova | Allemagne Viola Bauer Stefanie Böhler Claudia Künzel Evi Sachenbacher-Stehle  | Italie Antonella Confortola Arianna Follis Gabriella Paruzzi Sabina Valbusa                         |
| Vancouver 2010                         | Norvège Marit Bjørgen Therese Johaug Vibeke Skofterud Kristin Størmer Steira                  | Allemagne Miriam Gössner Claudia Nystad Evi Sachenbacher-Stehle Katrin Zeller | Finlande Virpi Kuitunen Pirjo Muranen Riitta-Liisa Roponen Aino-Kaisa Saarinen                      |
| Sotchi 2014 (Résultats détaillés)      | Suède Anna Haag Ida Ingemarsdotter Charlotte Kalla Emma Wikén                                 | Finlande Anne Kyllönen Krista Lähteenmäki Kerttu Niskanen Aino-Kaisa Saarinen | Allemagne Stefanie Böhler Nicole Fessel Denise Herrmann Claudia Nystad                              |
| Pyeongchang 2018 (Résultats détaillés) | Norvège Marit Bjørgen Ingvild Flugstad Østberg Ragnhild Haga Astrid Uhrenholdt Jacobsen       | Suède Ebba Andersson Anna Haag Charlotte Kalla Stina Nilsson                  | Athlètes olympiques de Russie Yulia Belorukova Anna Nechaevskaya Natalia Nepryaeva Anastasia Sedova |
| Pékin 2022 (Résultats détaillés)       | ROC Yulia Stupak Natalia Nepryaeva Tatiana Sorina Veronika Stepanova                          | Allemagne Katherine Sauerbrey Katharina Hennig Victoria Carl Sofie Krehl      | Suède Maja Dahlqvist Ebba Andersson Frida Karlsson Jonna Sundling                                   |

### Skiathlon
| Édition                                | Or                     | Argent                    | Bronze                           |
| 5 km classique + 10 km libre           |                        |                           |                                  |
| Albertville 1992                       | Lioubov Iegorova (EUN) | Stefania Belmondo (ITA)   | Elena Välbe (EUN)                |
| Lillehammer 1994                       | Lioubov Iegorova (RUS) | Manuela Di Centa (ITA)    | Stefania Belmondo (ITA)          |
| Nagano 1998                            | Larisa Lazutina (RUS)  | Olga Danilova (RUS)       | Kateřina Neumannová (RTC)        |
| 5 km classique + 5 km libre            |                        |                           |                                  |
| Salt Lake City 2002                    | Beckie Scott (CAN)     | Kateřina Neumannová (RTC) | Viola Bauer (GER)                |
| 7,5 km classique + 7,5 km libre        |                        |                           |                                  |
| Turin 2006                             | Kristina Šmigun (EST)  | Kateřina Neumannová (RTC) | Evgenia Medvedeva-Arbuzova (RUS) |
| Vancouver 2010                         | Marit Bjørgen (NOR)    | Anna Haag (SWE)           | Justyna Kowalczyk (POL)          |
| Sotchi 2014 (Résultats détaillés)      | Marit Bjørgen (NOR)    | Charlotte Kalla (SWE)     | Heidi Weng (NOR)                 |
| Pyeongchang 2018 (Résultats détaillés) | Charlotte Kalla (SWE)  | Marit Bjørgen (NOR)       | Krista Pärmäkoski (FIN)          |
| Pékin 2022 (Résultats détaillés)       | Therese Johaug (NOR)   | Natalia Nepryaeva (ROC)   | Teresa Stadlober (AUT)           |

### Sprint individuel
| Édition                                | Or                           | Argent                         | Bronze                 |
| Salt Lake City 2002                    | Julija Tchepalova (RUS)      | Evi Sachenbacher (GER)         | Anita Moen (NOR)       |
| Turin 2006                             | Chandra Crawford (CAN)       | Claudia Künzel (GER)           | Alena Sidko (RUS)      |
| Vancouver 2010                         | Marit Bjørgen (NOR)          | Justyna Kowalczyk (POL)        | Petra Majdič (SLO)     |
| Sotchi 2014 (Résultats détaillés)      | Maiken Caspersen Falla (NOR) | Ingvild Flugstad Østberg (NOR) | Vesna Fabjan (SLO)     |
| Pyeongchang 2018 (Résultats détaillés) | Stina Nilsson (SWE)          | Maiken Caspersen Falla (NOR)   | Yulia Belorukova (OAR) |
| Pékin 2022 (Résultats détaillés)       | Jonna Sundling (SWE)         | Maja Dahlqvist (SWE)           | Jessica Diggins (USA)  |

### Sprint par équipes
| Édition                                | Or                                               | Argent                                       | Bronze                                       |
| Turin 2006                             | Suède Lina Andersson Anna Dahlberg               | Canada Sara Renner Beckie Scott              | Finlande Virpi Kuitunen Aino-Kaisa Saarinen  |
| Vancouver 2010                         | Allemagne Claudia Nystad Evi Sachenbacher-Stehle | Suède Anna Haag Charlotte Kalla              | Russie Irina Khazova Natalia Korosteliova    |
| Sotchi 2014 (Résultats détaillés)      | Norvège Marit Bjørgen Ingvild Flugstad Østberg   | Finlande Kerttu Niskanen Aino-Kaisa Saarinen | Suède Ida Ingemarsdotter Stina Nilsson       |
| Pyeongchang 2018 (Résultats détaillés) | États-Unis Jessica Diggins Kikkan Randall        | Suède Charlotte Kalla Stina Nilsson          | Norvège Marit Bjørgen Maiken Caspersen Falla |
| Pékin 2022 (Résultats détaillés)       | Allemagne Katharina Hennig Victoria Carl         | Suède Maja Dahlqvist Jonna Sundling          | ROC Yulia Stupak Natalia Nepryaeva           |

## Anciennes disciplines

### 10 kilomètresmasculin
| Édition          | Or                  | Argent                 | Bronze                 |
| Albertville 1992 | Vegard Ulvang (NOR) | Marco Albarello (ITA)  | Christer Majbäck (SWE) |
| Lillehammer 1994 | Bjørn Dæhlie (NOR)  | Vladimir Smirnov (KAZ) | Marco Albarello (ITA)  |
| Nagano 1998      | Bjørn Dæhlie (NOR)  | Markus Gandler (AUT)   | Mika Myllylä (FIN)     |

### 30 kilomètresmasculin
| Édition                | Or                       | Argent                   | Bronze                  |
| Cortina d'Ampezzo 1956 | Veikko Hakulinen (FIN)   | Sixten Jernberg (SWE)    | Pavel Kolchin (URS)     |
| Squaw Valley 1960      | Sixten Jernberg (SWE)    | Rolf Rämgård (SWE)       | Nikolay Anikin (URS)    |
| Innsbruck 1964         | Eero Mäntyranta (FIN)    | Harald Grønningen (NOR)  | Igor Voronchikhin (URS) |
| Grenoble 1968          | Franco Nones (ITA)       | Odd Martinsen (NOR)      | Eero Mäntyranta (FIN)   |
| Sapporo 1972           | Vyacheslav Vedenin (URS) | Pål Tyldum (NOR)         | Johs Harviken (NOR)     |
| Innsbruck 1976         | Sergey Savelyev (URS)    | Bill Koch (USA)          | Ivan Garanin (URS)      |
| Lake Placid 1980       | Nikolay Zimyatov (URS)   | Vasiliy Rochev (URS)     | Ivan Lebanov (BUL)      |
| Sarajevo 1984          | Nikolay Zimyatov (URS)   | Aleksandr Zavyalov (URS) | Gunde Svan (SWE)        |
| Calgary 1988           | Aleksey Prokurorov (URS) | Vladimir Smirnov (URS)   | Vegard Ulvang (NOR)     |
| Albertville 1992       | Vegard Ulvang (NOR)      | Bjørn Dæhlie (NOR)       | Terje Langli (NOR)      |
| Lillehammer 1994       | Thomas Alsgaard (NOR)    | Bjørn Dæhlie (NOR)       | Mika Myllylä (FIN)      |
| Nagano 1998            | Mika Myllylä (FIN)       | Erling Jevne (NOR)       | Silvio Fauner (ITA)     |
| Salt Lake City 2002    | Christian Hoffmann (AUT) | Mikhail Botvinov (AUT)   | Kristen Skjeldal (NOR)  |

### 5 kilomètresféminin
| Édition          | Or                           | Argent                    | Bronze                           |
| Innsbruck 1964   | Klavdiya Boyarskikh (URS)    | Mirja Lehtonen (FIN)      | Alevtina Kolchina (URS)          |
| Grenoble 1968    | Toini Gustafsson (SWE)       | Galina Kulakova (URS)     | Alevtina Kolchina (URS)          |
| Sapporo 1972     | Galina Kulakova (URS)        | Marjatta Kajosmaa (FIN)   | Helena Šikolová (TCH)            |
| Innsbruck 1976   | Helena Takalo (FIN)          | Raisa Smetanina (URS)     | Nina Fiodorova (URS)             |
| Lake Placid 1980 | Raisa Smetanina (URS)        | Hilkka Riihivuori (FIN)   | Květoslava Jeriová-Pecková (TCH) |
| Sarajevo 1984    | Marja-Liisa Hämäläinen (FIN) | Berit Aunli (NOR)         | Květoslava Jeriová-Pecková (TCH) |
| Calgary 1988     | Marjo Matikainen (FIN)       | Tamara Tikhonova (URS)    | Vida Vencienė (URS)              |
| Albertville 1992 | Marjut Lukkarinen (FIN)      | Lioubov Iegorova (EUN)    | Elena Välbe (EUN)                |
| Lillehammer 1994 | Lioubov Iegorova (RUS)       | Manuela Di Centa (ITA)    | Marja-Liisa Kirvesniemi (FIN)    |
| Nagano 1998      | Larisa Lazutina (RUS)        | Kateřina Neumannová (RTC) | Bente Martinsen (NOR)            |

### 15 kilomètresféminin
| Édition             | Or                      | Argent                    | Bronze                  |
| Albertville 1992    | Lioubov Iegorova (EUN)  | Marjut Lukkarinen (FIN)   | Elena Välbe (EUN)       |
| Lillehammer 1994    | Manuela Di Centa (ITA)  | Lioubov Iegorova (RUS)    | Nina Gavriliouk (RUS)   |
| Nagano 1998         | Olga Danilova (RUS)     | Larisa Lazutina (RUS)     | Anita Moen (NOR)        |
| Salt Lake City 2002 | Stefania Belmondo (ITA) | Kateřina Neumannová (RTC) | Julija Tchepalova (RUS) |

## Skieurs de fond les plus médaillés aux Jeux olympiques

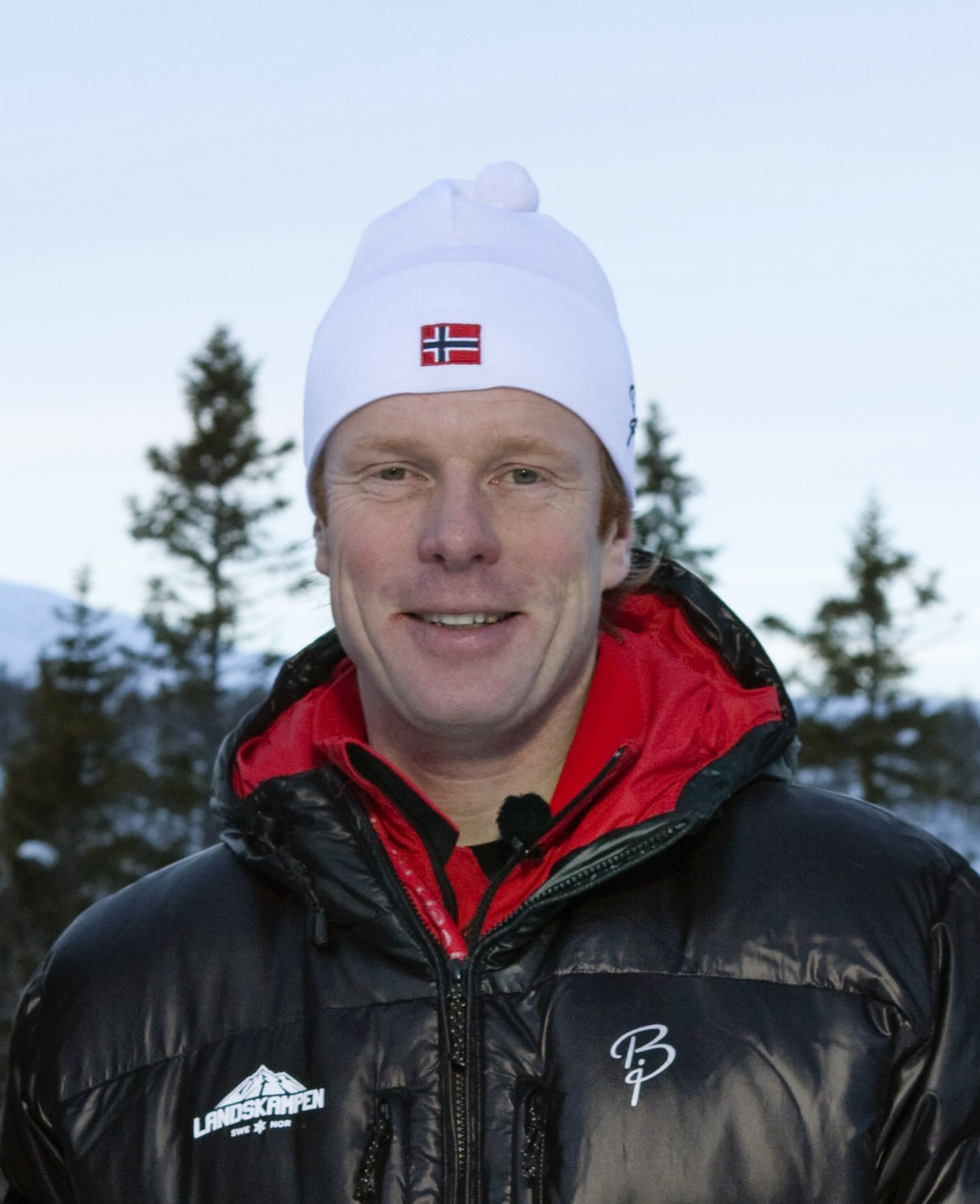
Bjørn Dæhlie est le skieur de fond masculin qui compte le plus grand nombre de titres et de médailles aux Jeux d'hiver. Il est l'un des trois olympiens hivernaux (et un des deux hommes) à totaliser huit médailles d'or.

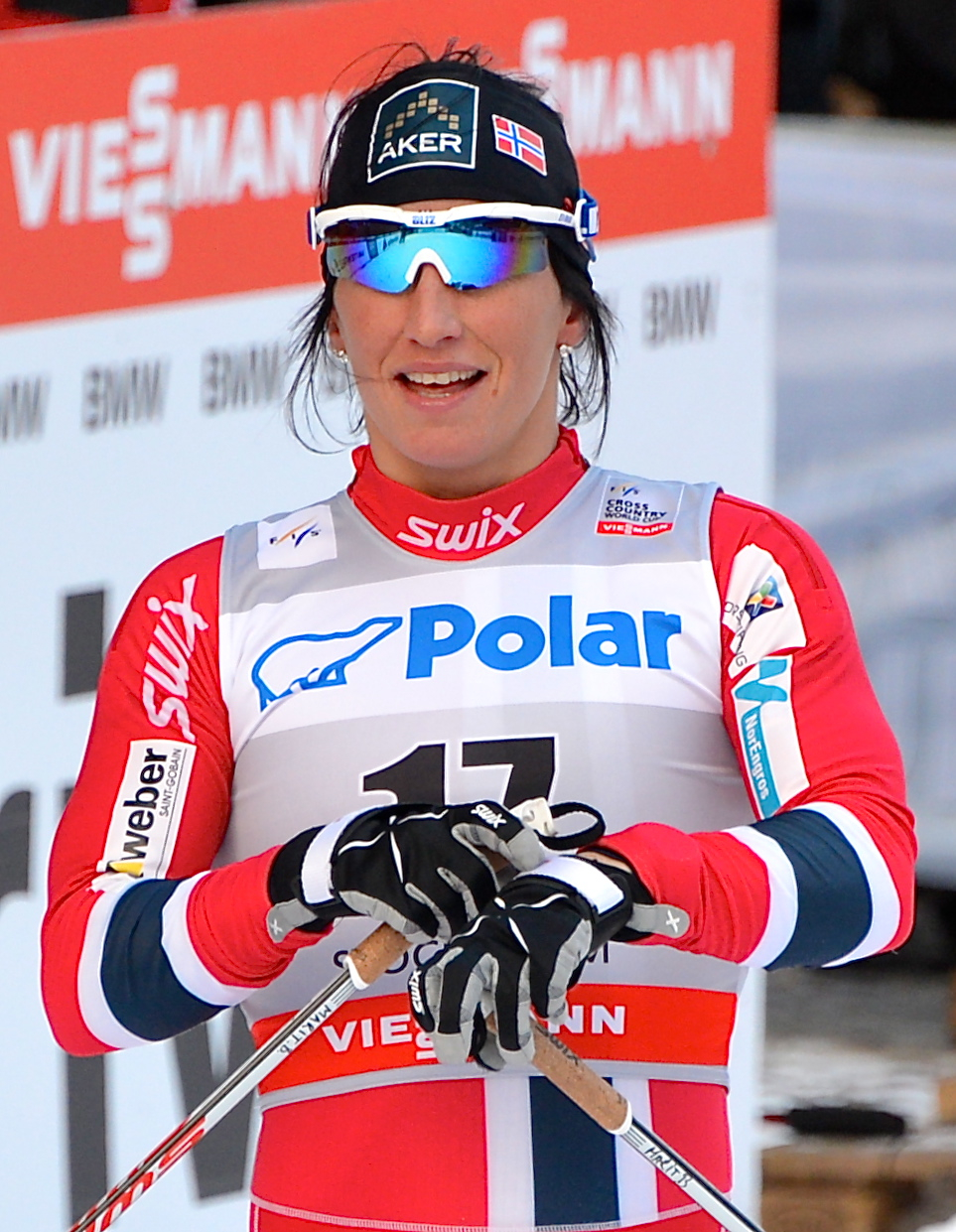
Marit Bjørgen est l'athlète la plus décorée des Jeux d'hiver. Elle totalise huit titres comme Bjorn Daehlie et Ole Einar Bjørndalen et quinze médailles, plus que tout autre athlète homme ou femme

Hommes
| Athlète           | Nation                                     | Editions * | Or | Argent | Bronze | Total |
| ----------------- | ------------------------------------------ | ---------- | -- | ------ | ------ | ----- |
| Bjørn Dæhlie      | Norvège                                    | 1992–1998  | 8  | 4      | 0      | 12    |
| Sixten Jernberg   | Suède                                      | 1956–1964  | 4  | 3      | 2      | 9     |
| Veikko Hakulinen  | Finlande                                   | 1952–1960  | 3  | 3      | 1      | 7     |
| Eero Mäntyranta   | Finlande                                   | 1960–1972  | 3  | 2      | 2      | 7     |
| Vladimir Smirnov  | Union soviétique Équipe unifiée Kazakhstan | 1988–1998  | 1  | 4      | 2      | 7     |
| Thomas Alsgaard   | Norvège                                    | 1994–2002  | 5  | 1      | 0      | 6     |
| Gunde Svan        | Suède                                      | 1984–1988  | 4  | 1      | 1      | 6     |
| Vegard Ulvang     | Norvège                                    | 1988–1994  | 3  | 2      | 1      | 6     |
| Johan Olsson      | Suède                                      | 2006–2014  | 2  | 1      | 3      | 6     |
| Mika Myllylä      | Finlande                                   | 1992–1998  | 1  | 1      | 4      | 6     |
| Harri Kirvesniemi | Finlande                                   | 1980–1998  | 0  | 0      | 6      | 6     |

Femmes
| Athlète                              | Nation                          | Editions * | Or | Argent | Bronze | Total |
| ------------------------------------ | ------------------------------- | ---------- | -- | ------ | ------ | ----- |
| Marit Bjørgen                        | Norvège                         | 2002–2018  | 8  | 4      | 3      | 15    |
| Raisa Smetanina                      | Union soviétique Équipe unifiée | 1976–1992  | 4  | 5      | 1      | 10    |
| Stefania Belmondo                    | Italie                          | 1988–2002  | 2  | 3      | 5      | 10    |
| Lioubov Iegorova                     | Équipe unifiée Russie           | 1992–2002  | 6  | 3      | 0      | 9     |
| Charlotte Kalla                      | Suède                           | 2010–2018  | 3  | 6      | 0      | 9     |
| Galina Kulakova                      | Union soviétique                | 1968–1980  | 4  | 2      | 2      | 8     |
| Larisa Lazutina                      | Équipe unifiée Russie           | 1992–2002  | 5  | 1      | 1      | 7     |
| Marja-Liisa Kirvesniemi (Hämäläinen) | Finlande                        | 1976–1994  | 3  | 0      | 4      | 7     |
| Elena Välbe                          | Équipe unifiée Russie           | 1992–1998  | 3  | 0      | 4      | 7     |
| Manuela Di Centa                     | Italie                          | 1984–1998  | 2  | 2      | 3      | 7     |

### Skieurs de fond les plus titrés

#### Hommes
| Rang | Athlète          | Pays             | De * | À *  | Or | Argent | Bronze | Total |
| ---- | ---------------- | ---------------- | ---- | ---- | -- | ------ | ------ | ----- |
| 1    | Bjørn Dæhlie     | Norvège          | 1992 | 1998 | 8  | 4      | -      | 12    |
| 2    | Thomas Alsgaard  | Norvège          | 1994 | 2002 | 5  | 1      | -      | 6     |
| 3    | Sixten Jernberg  | Suède            | 1956 | 1964 | 4  | 3      | 2      | 9     |
| 4    | Gunde Svan       | Suède            | 1984 | 1988 | 4  | 1      | 1      | 6     |
| 5    | Nikolay Zimyatov | Union soviétique | 1980 | 1984 | 4  | 1      | -      | 5     |
| 6    | Dario Cologna    | Suisse           | 2010 | 2018 | 4  | -      | -      | 4     |
| 6    | Thomas Wassberg  | Suède            | 1980 | 1988 | 4  | -      | -      | 4     |
| 8    | Veikko Hakulinen | Finlande         | 1952 | 1960 | 3  | 3      | 1      | 7     |
| 9    | Eero Mäntyranta  | Finlande         | 1960 | 1968 | 3  | 2      | 2      | 7     |
| 10   | Vegard Ulvang    | Norvège          | 1988 | 1994 | 3  | 2      | 1      | 6     |

#### Femmes
| Rang | Athlète                              | Pays                                         | De * | À *  | Or | Argent | Bronze | Total |
| ---- | ------------------------------------ | -------------------------------------------- | ---- | ---- | -- | ------ | ------ | ----- |
| 1    | Marit Bjørgen                        | Norvège                                      | 2002 | 2018 | 8  | 4      | 3      | 15    |
| 2    | Lioubov Iegorova                     | Équipe unifiée de l’ex-URSS Russie           | 1992 | 1994 | 6  | 3      | -      | 9     |
| 3    | Larisa Lazutina                      | Équipe unifiée de l’ex-URSS Russie           | 1992 | 1998 | 5  | 1      | 1      | 7     |
| 4    | Raisa Smetanina                      | Union soviétique Équipe unifiée de l’ex-URSS | 1976 | 1992 | 4  | 5      | 1      | 10    |
| 5    | Galina Kulakova                      | Union soviétique                             | 1968 | 1980 | 4  | 2      | 2      | 8     |
| 6    | Charlotte Kalla                      | Suède                                        | 2010 | 2018 | 3  | 6      | -      | 9     |
| 7    | Yuliya Chepalova                     | Russie                                       | 1998 | 2006 | 3  | 2      | 1      | 6     |
| 8    | Marja-Liisa Kirvesniemi (Hämäläinen) | Finlande                                     | 1984 | 1994 | 3  | -      | 4      | 7     |
| 8    | Elena Välbe                          | Équipe unifiée de l’ex-URSS Russie           | 1992 | 1998 | 3  | -      | 4      | 7     |
| 10   | Nina Gavriliouk                      | Union soviétique Russie                      | 1988 | 1998 | 3  | -      | 1      | 4     |